# Corallinapetra novaezelandiae
Corallinapetra novaezelandiae, vrsta crvenih alga smješten u porodicu Corallinapetraceae, donedavno monotipična u rodu Corallinapetra. 
Tipični lokalitet ove morske vrste je otok Stephenson kod Sjevernog otoka Novog Zelanda.